# Ytterån/Waplans SK
Ytterån/Waplans SK var en ishockeyklubb från byarna Ytterån och Vaplan nära Nälden i Krokoms kommun i Jämtland. Klubben spelade ishockey i Division II fem säsongern mellan åren 1955–1963.